# Wallace & Gromit – Auf Leben und Brot

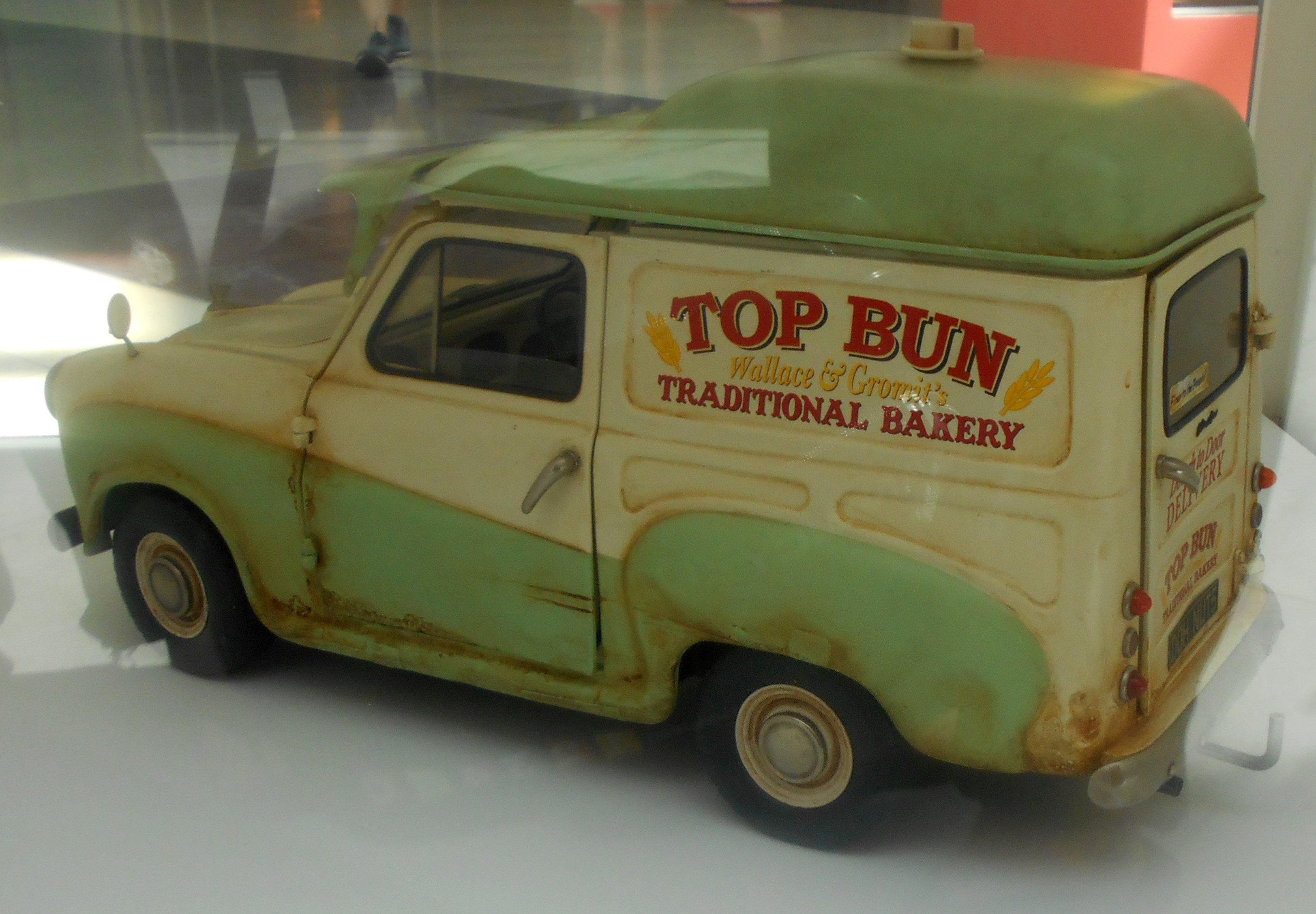
Fahrzeugmodell aus Wallace & Gromit – Auf Leben und Brot, gezeigt am Annecy International Festival d'Animation, 2014

Wallace & Gromit – Auf Leben und Brot ist ein britischer Kurzfilm in Stop-Motion von Nick Park aus dem Jahr 2008.

## Handlung
In der Stadt geht die Angst um: Bereits zwölf Bäcker sind einem geheimnisvollen Mörder zum Opfer gefallen. Auch Wallace und sein Hund Gromit haben in der Stadt einen Backwarenladen eröffnet, und während sich Gromit besorgt zeigt, ist für Wallace die Welt in Ordnung – weniger Bäcker bedeutet für ihn mehr Absatz.
Bei einer Auslieferungstour begegnen Wallace und Gromit Piella, die Wallace aus der Werbung als „Backleichtfee“ bekannt ist. Er verliebt sich Hals über Kopf in sie und rettet ihr außerdem noch das Leben. Zusammen mit ihrem Pudel Flauschi (Original: „Fluffles“) wird Piella nun oft gesehener Gast bei Wallace und Gromit. Ihr Haus erhält schon bald eine plüschig-blumige Ausgestaltung und Gromit sieht seinen Lieblingskauknochen im Müll verschwinden. Als Piella ihre Geldbörse bei Wallace vergisst, muss Gromit sie ihr in ihr Haus bringen. Dort entdeckt er nummerierte Schaufensterpuppen mit Kochkleidung. Nummer 13 – eine Anspielung auf das englische „Bäckerdutzend“ – ist noch leer und Gromit erkennt, dass die Backleichtfee die Mörderin und Wallace in höchster Gefahr ist.
Er versucht Wallace vor Piella zu warnen, doch ist der vor Liebe blind. Ein erster Mordversuch Piellas geht schief. Beim zweiten Mal schickt sie ihm eine Torte, in der eine Bombe versteckt ist. Gromit wird von Piella eingesperrt, kann jedoch mit Flauschi entkommen und Wallace auf die Bombe aufmerksam machen. Piella klärt Wallace nun über ihren Hass auf alle Bäcker auf: Sie sei die Backleichtfee gewesen, jedoch entlassen worden, da sie durch den übermäßigen Backwarenverzehr übergewichtig geworden sei und der Backleichtfee-Ballon sie nicht mehr tragen konnte. Nach allerlei chaotischen Verwicklungen kann Gromit die Bombe per Teigmantel unschädlich machen. Piella, die im Backleichtfee-Ballon zu entkommen versucht, stürzt in das Krokodilbassin des städtischen Zoos und wird aufgefressen. Wallace und Gromit nehmen Flauschi bei sich auf und fahren nun zu dritt Backwaren aus.

## Produktion
Die Dreharbeiten für Auf Leben und Brot begannen im Januar 2008 in den Aardman Studios in Bristol. Der Arbeitstitel des Films lautete Trouble At’ Mill. Szenen wurden an 13 verschiedenen Sets parallel aufgenommen, wobei unter anderem fünf verschiedene Gromit-Figuren für die Animation genutzt wurden. Mit rund acht Monaten Drehzeit war es der am schnellsten fertiggestellte Film Nick Parks.
Im Gegensatz zu früheren Wallace-&-Gromit-Filmen wurde Auf Leben und Brot nicht als Kinofilm, sondern als Fernsehfilm für BBC One produziert. Der Film erlebte am 3. Dezember 2008 seine Premiere auf dem australischen Fernsehsender ABC1 und wurde am 25. Dezember 2008 auf BBC One ausgestrahlt. In Deutschland lief Auf Leben und Brot erstmals auf Super RTL.

## Synchronisation
| Rolle   | Originalsprecher | Synchronsprecher  |
| ------- | ---------------- | ----------------- |
| Wallace | Peter Sallis     | Peter Kirchberger |
| Piella  | Sally Lindsay    | Isabella Grothe   |

## Auszeichnungen
Der Film gewann 2009 einen Annie Award in der Kategorie „Best Animated Short Subject“ und wurde als bester animierter Kurzfilm mit einem BAFTA Award ausgezeichnet.
Wallace & Gromit – Auf Leben und Brot wurde 2010 für einen Oscar in der Kategorie „Bester animierter Kurzfilm“ nominiert, konnte sich jedoch nicht gegen Logorama durchsetzen.